# 13952 Nykvist
13952 Nykvist è un asteroide della fascia principale. Scoperto nel 1990, presenta un'orbita caratterizzata da un semiasse maggiore pari a 2,3816604 UA e da un'eccentricità di 0,0788590, inclinata di 4,86049° rispetto all'eclittica.
È dedicato a Sven Vilhem Nykvist, direttore della fotografia svedese.